# 納氏白鮭
納氏白鮭，為輻鰭魚綱鮭形目鮭科的一種，為溫帶淡水魚，分布於北美洲阿拉斯加及加拿大西北部淡水流域，體長可達56公分，棲息在溪流底中層水域，以昆蟲幼蟲及為食，會進行洄游，生活習性不明。